# Ritterella folium
Ritterella folium är en sjöpungsart som beskrevs av Monniot 1991. Ritterella folium ingår i släktet Ritterella och familjen klumpsjöpungar. Inga underarter finns listade i Catalogue of Life.